# 144 av. J.-C.
Cette page concerne l'année 144 av. J.-C. du calendrier julien proleptique.

## Événements
- 17 novembre 145 av. J.-C. (1er janvier 610 du calendrier romain) : début à Rome du consulat de Servius Sulpicius Galba et Lucius Aurelius Cotta[1].
  - Le préteur urbain Quintus Marcius Rex accomplit, sur un fonds de 180 millions de sesterces, les derniers « grands travaux édilitaires » avant ceux de Caius Gracchus : réparation des anciens aqueducs, construction d’un nouveau, l'Aqueduc de l'Aqua Marcia[2].
  - En Hispanie ultérieure, le proconsul Fabius Maximus Aemilianus parvient à faire fuir le Lusitanien révolté Viriathe, qui se retire à Baecula (Bailén) à la fin de l'année tandis qu'Aemilianus prend ses quartiers d'hiver à Corduba[3].

- Printemps (ou fin 145 av. J.-C.) : révolte du commandant de la garnison d'Apamée Diodote Tryphon ; il parvient à rallier les habitants d'Antioche, fait couronner le jeune Antiochos VI Dionysos, fils d'Alexandre Ier Balas, comme roi de Syrie en compétition avec Démétrios II (fin de règne en 142 av. J.-C.) et prend le titre de régent[4].
  - À l’appel de Démétrios II de Syrie, le gouverneur de Judée Jonathan, avec 3 000 hommes, réprime l’insurrection des partisans d’Antiochos et du général Diodote Tryphon. Quelque temps plus tard, Tryphon fait couronner le jeune Antiochos VI et entre dans Antioche. Il confirme Jonathan dans sa charge de grand prêtre et dans la possession des nomes promis par Démétrios II. Il nomme son frère Simon stratégos de la côte phénico-philistine. À la tête des troupes séleucides de Cœlé-Syrie, Jonathan prend Ascalon et Gaza puis défait une armée syrienne soutenant Démétrios en Galilée, dans la plaine d’Hazor[5]. Il marche vers le pays de Hamat, bat les Arabes zabadéens, contrôle Damas, tandis que Simon installe une garnison juive à Joppé et fortifie Jérusalem et plusieurs villes de Judée. Jonathan envoie des ambassades à Sparte et à Rome pour assurer ses appuis extérieurs[6].
  - Tryphon craint de perdre le contrôle de la Cœlé-Syrie. Il rencontre Jonathan à Beth-Shèan et le convainc de se rendre à Ptolémaïs, qu’il promet de lui remettre, pour continuer les pourparlers. À Ptolémaïs, Tryphon fait arrêter Jonathan et massacrer sa garde. Simon se fait alors désigner comme chef de Jérusalem et attend Tryphon dans la plaine, à Adida. Tryphon, qui prétend que Jonathan a été arrêté parce qu’il n’a pas payé l’impôt dû au trésor royal, se fait remettre 100 talents d’argent et les deux fils de Jonathan en échange d’une promesse de libération qu’il ne tient pas. Contournant la Judée, il tente d’atteindre Jérusalem par le sud, mais la présence de Simon et le mauvais temps lui font abandonner ce projet. Il repart vers Antioche après avoir tué Jonathan à Baskama (143 av. J.-C.)[7].

- Fin du printemps : Ptolémée VIII Évergète II épouse Cléopâtre II[8].
- Été : raid des Xiongnu contre la Chine. Ils entrent par la passe de Yanmen (Xian de Dai), avancent par Wuquan jusqu’à la commanderie de Shang. Le futur général Li Guang (en) est mentionné pour la première fois à cette occasion, où il se distingue par son sang-froid[9].

## Décès en 144 av. J.-C.
- Ptolémée VII Néos Philopator, assassiné par Ptolémée VIII Évergète II.
- Arétas Ier, premier roi connu des Nabatéens.